# Ламонт (Альберта)
Ламонт (англ. Lamont) — місто в центральній частині провінції Альберта, Канада, що розташоване за 60 км (37 миль) на схід від Едмонтону на перехресті шосе 15 та шосе 831.
Статус міста надано 31 травня 1968 року.
Місто входить до зони компактного поселення українців, предки котрих переселились до, так званого, «українського блоку» в кінці XIX — на початку XX століть.
В 2020 році між муніципалітетом Ламонт та селом Небиловим, ОТТ Перегінське, було укладено угоду про налагодження дружніх стосунків, обмін досвідом та співпрацю.

## Населення
За переписом населення 2006 року, в місті проживало 1 669 осіб. Відповідно до перепису населення, в 2011 році в місті налічувалось 1 753 мешканці, щільність населення становила 189,1 особи/кв км. Перепис населення 2016 року зафіксував 1 774 особи при щільности 192,8 особи/км2.

## Відомі люди
- Джин Ахтимічук (1932—2024) — канадський хокеїст українського походження.
- Браєн Окурілий (1953) — політик, колишній член Палати громад.
- Едвард Стельмах (1951) — політик українського походження, колишній прем'єр провінції Альберта.